# Ossama Mohammed
Ossama Mohammed (Latakia, Síria, 21 de março de 1954) é um realizador, director de cinema e roteirista sírio.
Em 1979, graduou-se com uma licenciatura, pela Universidade Panrusa Guerásimov de Cinematografía de Moscovo, Rússia (VGIK). Em 1983, trabalhou como assistente de direcção de Mohammad Más em Ahlam Al-Madina (Sonhos da cidade).
Seu filme  The Box of Life foi estreado na Secção Um certain regard no Festival de Cannes de 2002. E, em 2014, apresentou o seu documentário Água Prateada, autor-retrato da Síria.
Quando Ossama Mohammed saiu da Síria para Cannes, em maio de 2011, não sabia que não usaria seu bilhete de regresso. No entanto, após tomar parte num painel de debate sobre "Fazer filmes numa ditadura", avisou-se-lhe que não seria seguro voar de regresso. Após quatro décadas de cinema de ficção de baixo o governo de duas gerações de Assad, o veterano director sírio sentia-se impossibilitado politicamente de voltar a seu país.
Actualmente vive no exílio, em Paris, onde tem colaborado com vários trabalhos.

## Filmografía
- Khutwa Khutwa (1978)
- Stars in Broad Daylight (1988)
- A o-Lail (roteirista) (1992)
- A Caixa da vida (2002)
- Sacrificies (Sunduq ad-Dunya) (2002)[9]
- Água plateada, autorretrato de Síria (2014)[10]

### Em TV
- 60 Minutes (série/documentário)[11]